# Jorge Manuel Theotocópuli

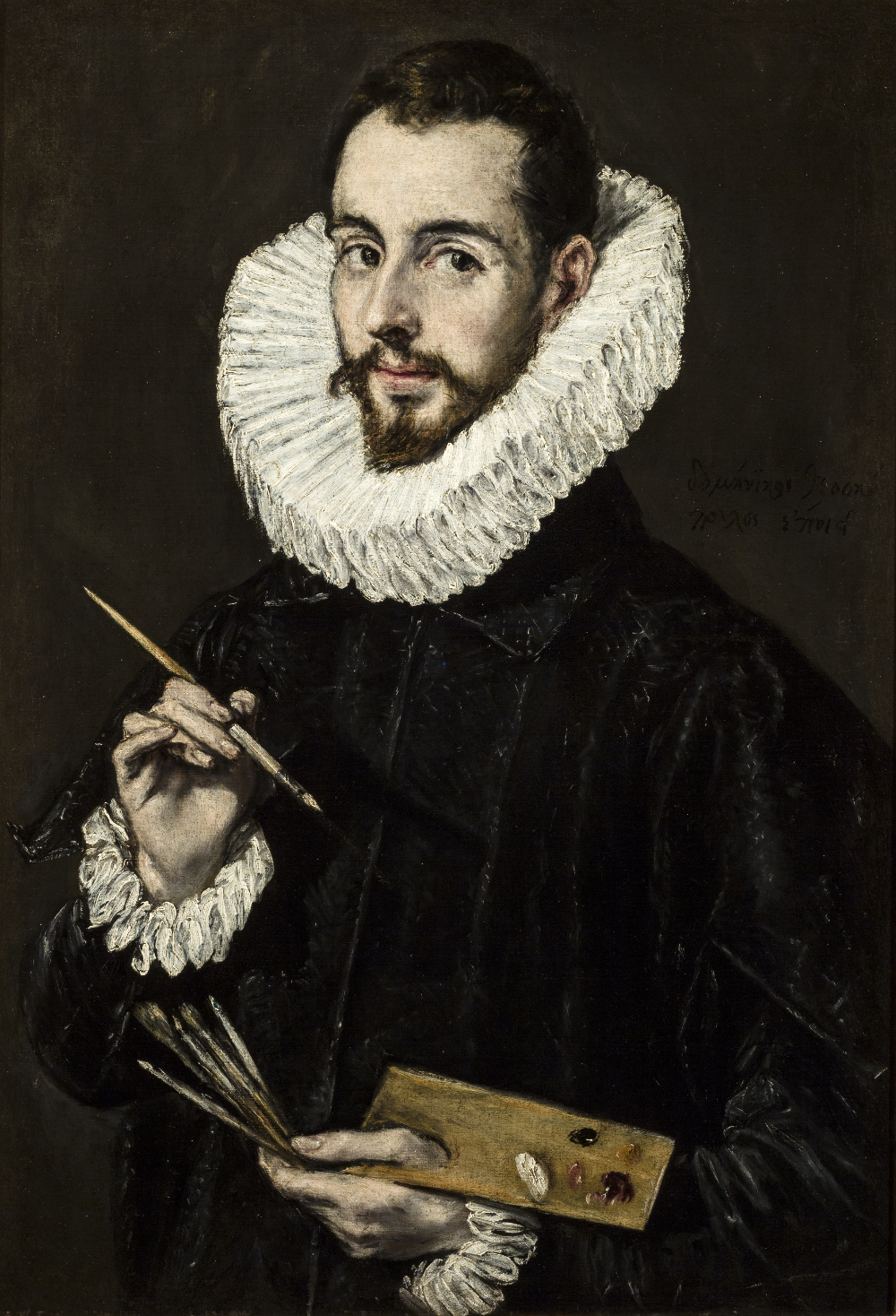
Retrato de Jorge Manuel Theotocópuli, por Domenikos Theotocópouli, el Greco. Ca. 1600-1605. Sevilla, Museo de Bellas Artes de Sevilla.

Jorge Manuel Theotocópuli (Toledo, 1578-Toledo, 1631) fue un pintor y arquitecto español, único hijo —al parecer hijo natural— de Doménikos Theotocópuli, el Greco. 

## Biografía
En 1614, el Greco dio un poder notarial nombrando como  ...unibersal heredero...al dicho Jorge Manuel mi hijo y de la dha doña Germa. de las Cuebas... Existen dos fuentes de las que se puede deducir que Jorge Manuel nació en 1578. En un documento del año 1610, Jorge Manuel declaraba tener treinta y dos años, por lo que nacería en dicho año. Por otra parte, el Greco pintó El entierro del conde de Orgaz en 1586, pero en el bolsillo del muchacho —Jorge Manuel a la edad de ocho años— aparece la fecha 1578 junto a la firma del pintor.
Jorge Manuel contrajo matrimonio —posiblemente en 1603— con Alfonsa de los Morales, de quien tuvo un hijo, bautizado con el nombre de Gabriel el 24 de marzo de 1604. Doña Alfonsa falleció el 17 de noviembre de 1617. En 1621, Jorge Manuel contrajo nuevo matrimonio, con la viuda Gregoria de Guzmán, de la que tuvo dos hijas, Claudia y María, y un tercer vástago —Jorge— que se supone que murió siendo niño. Fallecida doña Gregoria, constan unas terceras nupcias con Isabel de Villegas, entre 1629 y 1631. Durante toda su vida, Jorge Manuel y su familia vivieron en las mismas habitaciones del palacio del marqués de Villena, donde había vivido su padre. Jorge Manuel acabó arruinado debido a un litigio con el Hospital de Tavera, por el que le fueron embargados sus bienes.

## Carrera artística

### Obras pictóricas
Jorge Manuel aprendió el oficio de pintor en el taller de su padre, con quien debió de colaborar en la realización de varias obras. A partir de 1603 se documenta su participación en el encargo paterno de los retablos de Illescas. Poco más tarde —en 1607— comenzó a elaborar trabajos independientes, siguiendo el manierismo de su progenitor. En estas obras revela un estilo personal, aunque de una calidad pictórica notablemente inferior a la del Greco. Una obra importante es el retablo de Titulcia contratado en 1609 junto con Giraldo de Merlo como escultor, en el que, en el Tránsito de la Magdalena del ático, de arcaica iconografía, representó un desnudo integral femenino, raro en la pintura española, copiando uno de los desnudos de la Apertura del Quinto Sello del Apocalipsis pintada por su padre para la iglesia del Hospital de Tavera, ahora en el Metropolitan Museum of Art. Antonio Palomino, que tenía todas las pinturas del retablo de la pequeña población, llamada entonces Bayona de Tajuña, como obra excelente del propio Greco, cuenta que «el eminentísimo señor Cardenal Portocarrero, habiéndolas visto, ofreció a aquella iglesia cinco mil pesos por dichas pinturas, y poner otras de mano de Lucas Jordán, y no quisieron aceptar el partido (no sé si acertaron)». Desmontado en fecha desconocida y conservada en la propia iglesia únicamente la pintura citada del éxtasis o asunción de la Magdalena, a él pertenecieron La cena en casa de Simón de la Hispanic Society y Noli me tangere del Museo Lázaro Galdiano, así como dos óleos en colecciones particulares: Cristo en casa de Marta y María y El ángel apareciéndose a la Magdalena en el sepulcro de Cristo. El único lienzo que se ha conservado firmado por él —como Je. Manuel / Theotocopuly— es una versión de El Expolio en el Museo del Prado.

### Obras arquitectónicas
Tras la muerte del Greco —en 1614— Jorge Manuel enfocó sus intereses hacia la arquitectura, con mejores resultados que en la pintura, prolongando durante algunas décadas las propuestas manieristas de su padre, cuando lo que se abría camino en la arquitectura toledana era la escuela herreriana representada por Nicolás de Vergara el Mozo y Juan Bautista Monegro. Todas sus obras arquitectónicas se localizan en Toledo.
En 1605 trabajó por encargo del ayuntamiento de Toledo, propietario del edificio, en la transformación del Mesón de la Fruta en la Plaza Mayor como corral de comedias. En 1612 se encargó de la portada del Colegio de San Bernardino, y el mismo año comenzó a trabajar en el edificio del ayuntamiento, modificando y alterando el diseño de Herrera al incorporar —aunque moderadamente— elementos palladianos en su fachada, denotando el influjo paterno. Entre 1615 y 1618 se encargó de proporcionar las trazas para la iglesia conventual de san Torcuato, de la que solo resta la portada. Su actividad como arquitecto se vio notablemente incrementada tras la muerte de Monegro, en 1621, aunque ese mismo año intentase sin éxito obtener el nombramiento de maestro mayor del Alcázar. En 1623 trazó la capilla mayor de la iglesia conventual de Santa Clara la Real, en la que también le corresponden las trazas para el retablo mayor.
Ya en 1625 obtuvo el cargo de maestro mayor de obras de la catedral. Como maestro mayor de las obras catedralicias proporcionó proyectos para la conclusión de la cúpula de la capilla mozárabe de Enrique Egas y para la capilla del Ochavo del Sagrario, ambas envueltas en polémicas pues si los proyectos decorativos y ampliamente imaginativos presentados por Jorge Manuel obtuvieron el apoyo de Juan Bautista Crescenzi, los más clasicistas de su rival y primer tracista, Toribio González, gozaron del favor de fray Alberto de la Madre de Dios y Juan Gómez de Mora, en una polémica paralela a la que en la Corte enfrentaba a Crescenzi y los Mora. En cualquier caso, ninguno de los proyectos de Jorge Manuel se realizó conforme a sus trazas y las obras del Ochavo no se remataron hasta décadas después, en un estilo ya barroco. Dos de los proyectos dibujados a pluma y aguada por Jorge Manuel Theotocópuli y por él firmados para el Ochavo de la catedral, el segundo —más conservador y clasicista que el primero— con la anotación de haber sido aprobado para su realización el 28 de abril de 1629, se conservan en el Archivo catedralicio.